# Madarassy László (hírlapíró)
Madarassy László (Izsák, Pest vármegye, 1840. február 21. – Kispest, 1893. október 2.) királyi ügyész, hírlapíró, író, utazó, jegyző.

## Élete
1840. február 21-én született id. Madarassy László izsáki bíró és Csicseri Orosz Zsuzsanna gyermekeként, evangélikus családba. Keresztszülei madarasi Madarassy Bertalan császári és királyi főhadnagy és Madarassy Mária voltak. A gimnázium első négy osztályát a pesti evangélikus gimnáziumban végezte (az 1-2. osztályt magántanulóként), majd tanulmányait 1853-tól a pesti piaristáknál folytatta, ahol a 8. osztály után, 1857-ben érettségizett. A gimnázium utolsó két évében Somhegyi (Schröck) Ferenc és Schirkhuber Móric voltak az osztályfőnökei. Ekkoriban a család a Magyar utcai Unger-házban (Magyar utca 9.) lakott. Érettségi előtt orvosi pályára készült, de azután inkább jogot tanult a pesti egyetemen.
1863-ban köz- és váltóügyvédi vizsgát tett és 1864-ben megválasztották a kecskeméti jogakadémia tanárává, ahol minden fizetés nélkül szolgált.
1867-ben Pest megye törvényszéki táblabírája lett, mely hivataláról másfél év múlva leköszönt és Kecskeméten mint ügyvéd működött 1871-ig. Ekkor a kecskeméti királyi törvényszékhez királyi ügyésszé nevezték ki. 1868. október 3. és 1869.április  24. között  a  KECSKEMÉTI LAPOK ismeretterjesztő hetilap  felelős  szerkesztője,  (majd 1871 januárjától  decemberéig  társszerkesztője) volt.1881-ben leköszönt e hivataláról és Amerikába ment. Beutazta Dél- és Közép-Amerikát és az Egyesült Államokat. 1882 végén hazajött és Budapesten mint hírlapíró működött és elhivatottan foglalkozott a természettudományokkal. Sokat írt Amerikáról és különösen az Én Újságomban publikált kalandos regényei a gyermekek kedveltjévé avatták; sokat írt a napilapokba is. 1889-ben Kispest jegyzőjének választották meg és a község felemelkedése nagy részben neki volt köszönhető. Háromszor nősült, első nejétől született leányát, Rózát, ifj. Jókai Mór vette nőül.

## Újságírói munkássága
Költeményei és cikkei a következő hírlapokban, folyóiratokban és évkönyvekben: Magyar Néplap (1856-1857. költ.), Szépirodalmi Album (1856. költ.), Vasárnapi Újság (1856. István vadászaton és költem.), Kalauz (1858. beszély, 1859. Nyiregyházi népdalok), Magyar Ifjúság Évkönyve (1860. költ.), Széchenyi Album (1861. beszély és költ.), Falusi Gazda (1865. Miként lehet az anyátlan kosokon segíteni? Méhészet, téli évszak. 1868. Elrajzott anyatörzsek és utórajok szemléje); Falusi Gazda Naptára (1868. Mennyit jövedelmezhet a gyümölcstermelési ipar?); Archaeologiai Értesítő (1870. Kecskemét); Jogtudományi Közlöny (1874. könyvism.); Természetrajzi Füzetek (1881. Uj légy-fajok); Pesti Hírlap (1883. 86. sz. A néger, 96. Rejtekhely a börtönben, 112. A bajusz mint szinészmentő, 125. Az amerikai hirlapokról, 151. Iparos zavargások Amerikában, 193. Egyszerű vallás, 251. Az omnibusz, 1884. 173. A magyarok temetője Amerikában sat., 1885. 81. Az ötvenes évekből, 159. Mire jók a koczavadászok); Képes Családi Lapok (1884-86. elbeszélések és tárcák); Hölgyek Lapja (1886. 51. sz. A karácson-napja Amerikában); írt még a Fővárosi Lapokba, az Ország-Világba, a Budapesti Hirlapba, a Gondűzőbe s Ügyvédek Lapjába; 1883-ban sok tárcát írt a Magyarország és a Nagyvilágba és az Egyetértésbe.

## Munkái
- Tavaszi pillangók. Költemények. Pest, 1859.
- Örökösödési, gyámi s gondnoksági ügyekbeni eljárás. Buda, 1869.
- Polgári törvénykezési eljárás. A polgári törvénykezési rendtartást tárgyazó 1868. LIV. t.-czikk, az átmeneti intézkedések tárgyában kiadott és a birói ügyvitel tárgyában életbe léptetett rendeletek nyomán. Buda, 1869. (Gáspár Lajossal együtt.) Online
- Egy honvédtiszt bujdosása. Uo. 1870. (Merényivel.)
- Értekezés a házasságból eredő vagyoni jogviszonyok és a gyámügyről, javaslattal ezek mikénti rendezésére. Uo. 1872. (A m. tudom. akadémia által a Sztrokay-féle 100 arany jutalomban részesült.)
- Az örökösödési köteles részről. Uo. 1874. (Battlay Imrével. A Sztrokay pályázaton dicséretet nyert pályamunka.)
- Ráday Gedeon gróf a szegedi kormánybiztos. Regény. Uo. év n. Három kötet 85 képpel.
- Az eldorádó. Az amerikai életből. Regény. Bpest, 1887.
- A bundás báró. Uo. 1887. (M. Mesemondó 13.)
- A kastély réme. Elbeszélés. Uo. 1888. (Családi Könyvtár I.)
- Túl az Oceánon. Elbeszélések az amerikai életből. Uo. 1889.
- Az élet bohóságai. Elbeszélések. Uo. 1889.
- A majomkirály, két magyar gyermek kalandja az oroszlánok hazájában. Uo. 1893. (Ism M. Tanítóképző.)
- A kis hadsereg. Elbeszélés a szabadságharcz idejéből. Uo. 1895. Képekkel. (Filléres Könyvtár 4. 5.)
- Harcz az állatokkal. Elbeszélés. Uo. 1895. Képekkel. (Filléres Könyvtár 16. 17.)
- Mari és Tamás. Gyermek-regény. Uo. 1898. (Filléres Könyvtár 38. 39.)

Szerkesztőtárs volt a Kecskeméti Lapoknál (1871. január 7-től december 30-ig)

## Jegyei
-y és -ó (leginkább tárcacikkek alatt 1883-tól).